# Greatest Funkin' Hits
Albums de George Clinton
Hey Man, Smell My Finger
(1993) Extended Pleasure
(2000)
Greatest Funkin' Hits est une compilation de chansons remixées du chanteur et producteur américain de musique funk George Clinton, sortie sur le label Capitol Records en octobre 1996.

## Liste des titres
Toutes les chansons sont écrites et composées par George Clinton.
| 1.    | Atomic Dog (Dogs of the World Unite remix)              | Coolio                                          | 4:22 |
| 2.    | Flashlight (The Groovemasters' mix)                     | Q-Tip, Busta Rhymes, Ol' Dirty Bastard & P-Funk | 6:20 |
| 3.    | Booty Body Ready for the Plush Funk                     |                                                 | 6:45 |
| 4.    | Bop Gun (One Nation)                                    | Ice Cube                                        | 4:47 |
| 5.    | Break My Heart (Stop Tha Bleedin' remix)                |                                                 | 5:52 |
| 6.    | Mothership Connection: Starchild (Fully Equipped mix)   |                                                 | 7:21 |
| 7.    | Knee Deep (Deep as a Mutha Funker remix)                | Digital Underground                             | 4:24 |
| 8.    | Hey Good Lookin' (Booty Enhanced remix)                 |                                                 | 4:41 |
| 9.    | Do Fries Go with That Shake (Know What I'm Sayin remix) |                                                 | 4:24 |
| 10.   | Atomic Dog (Original Extended Version)                  |                                                 | 9:58 |
| 11.   | Knee Deep (Midnight mix)                                | Digital Underground                             | 4:20 |
| 12.   | Mothership Connection: Starchild (The Second Coming)    |                                                 | 5:59 |
| 69:13 |                                                         |                                                 |      |